# پلیموث داستر

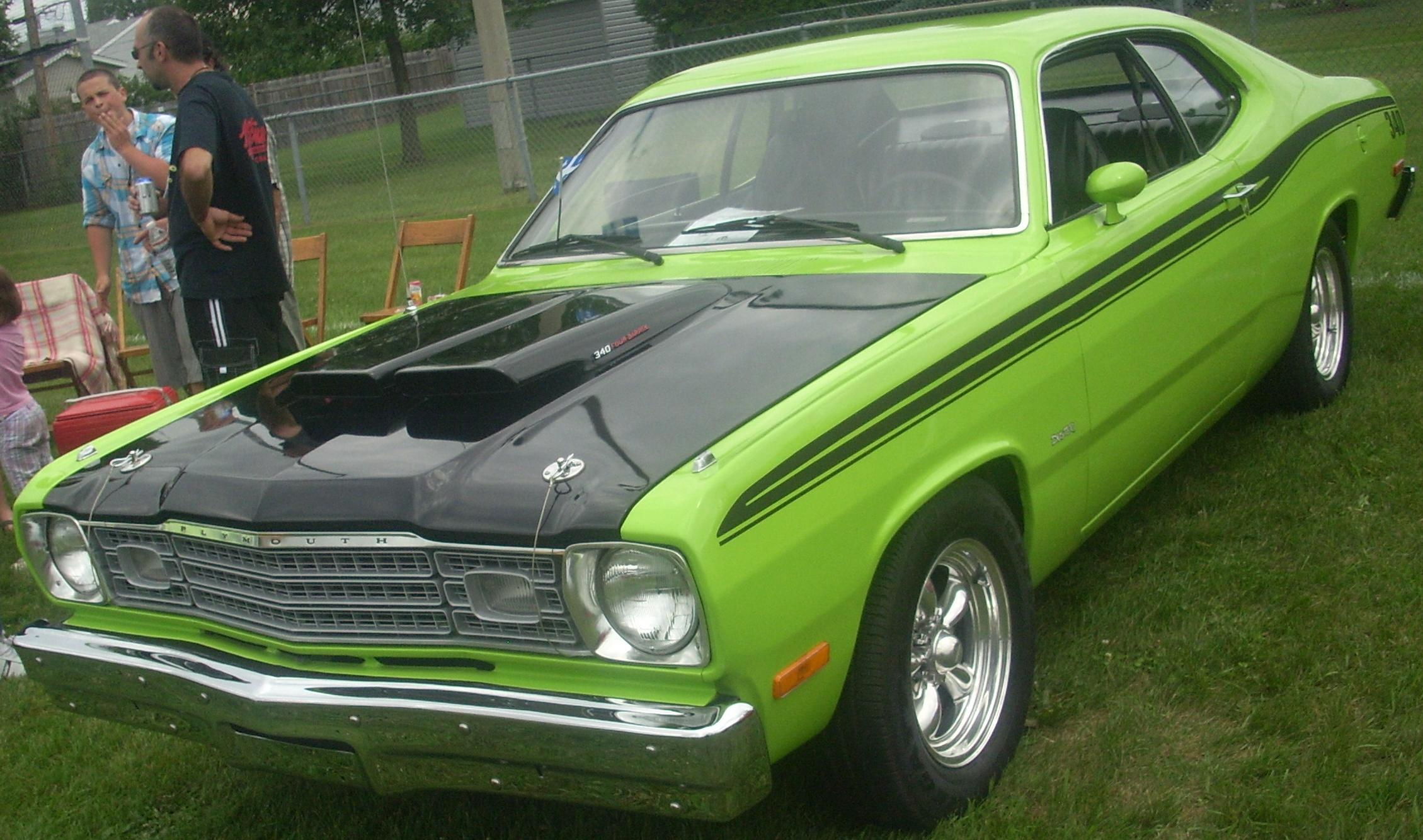

پلیموث داستر (Plymouth Duster) خودرویی است که در سال‌های ۱۹۷۰ تا ۱۹۷۶ (۱st)۱۹۸۵–۱۹۸۷ (۲nd)
۱۹۹۲–۱۹۹۴ (۳rd) تولید شده‌است. 